# LVIII Korpus Pancerny (III Rzesza)
LVIII Korpus Pancerny (rezerowowy), niem. LVIII. Reserve-Panzerkorps, LVIII. Panzerkorps – jeden z niemieckich korpusów pancernych. 
Utworzony w lipcu 1943 roku jako korpus rezerwowy w V Okręgu Wojskowym. Rok później przemianowany w liniowy korpus pancerny. Na froncie od sierpnia 1944, walczył w Normandii, o Lunéville, w górach Eifel. Na przełomie 1944 i 1945 brał udział w ofensywie w Ardenach, wojnę zakończył w Zagłębiu Ruhry. Podlegał głównie 5 Armii Pancernej i 7 Armii Polowej (najczęściej Grupie Armii B).

## Dowódcy
- lipiec-grudzień 1943: generał wojsk pancernych Leo Freiherr Geyr von Schweppenburg
- grudzień 1943 – luty 1944: generał wojsk pancernych Hans-Karl von Esebeck
- luty 1944 – marzec 1945: generał wojsk pancernych Walter Krüger
- marzec – kwiecień 1945: generał porucznik Walter Botsch

## Jednostki korpuśne
- 458 Dowództwo Artylerii
- 458 Korpuśny Batalion Łączności
- 458 Korpuśny Oddział Zaopatrzeniowy

Skład (grudzień 1943)
- 155 Rezerwowa Dywizja Pancerna (III Rzesza)
- 177 Rezerwowa Dywizja Pancerna (III Rzesza)

Skład (marzec 1945)
- 3 Dywizja Grenadierów Pancernych
- 12 Dywizja Grenadierów Ludowych
- 353 Dywizja Piechoty (III Rzesza)